# No Church in the Wild
Singles par Jay-Z
Talk That Talk
(2012) Clique
(2012)
Singles par Kanye West
Gotta Have It
(2011) Mercy
(2012)
Singles par Frank Ocean
Swim Good
(2011) Thinkin Bout You
(2012)
No Church in the Wild est une chanson des rappeurs Jay-Z et Kanye West, 7e single extrait de leur album commun Watch the Throne. Frank Ocean du collectif Odd Future participe au morceau, ainsi que The-Dream de manière non créditée.

## Enregistrement
Lors d'une séance d'écoute au Mercer Hotel de New York, Jay-Z pense tout de suite à Frank Ocean, après avoir notamment écouté sa mixtape Nostalgia, Ultra. Il invite ainsi l'artiste à participer au morceau ainsi que sur un autre titre de l'album Watch the Throne, Made in America.
No Church in the Wild est à l'origine une production de 88-Keys. Kanye West retravaille ensuite les percussions et la ligne de basse. 88-Keys avouera ensuite ne pas avoir entendu la version finale avant la présentation officielle de l'album au Museum of Natural History's planetarium en août 2011.

## Samples
No Church in the Wild contient des samples de K Scope de Phil Manzanera, Sunshine Help Me de Spooky Tooth et Don't Tell a Lie About Me and I Won't Tell the Truth About You de James Brown.

## Clip vidéo
Le clip de No Church in the Wild est réalisé par le français Romain Gavras. Il a été tourné en avril 2012 à Prague en République tchèque. Environ 200 figurants ont été engagés pour jouer les policiers et les manifestants qui s'affrontent dans la vidéo.
Un extrait du clip a été présenté durant un concert des rappeurs à l'O2 Arena à Londres, avant d'être publié intégralement le 29 mai 2012.

## Culture populaire
En 2012, la chanson est utilisée dans la bande-annonce et le générique de fin de Sécurité rapprochée avec Denzel Washington, ainsi que dans la bande-annonce de Gatsby le Magnifique avec Leonardo DiCaprio. La chanson se voit réutilisée pour une bande-annonce de film en 2024, celle de Gladiator II avec Paul Mescal. 
Une version instrumentale est utilisée en 2014 pour une publicité pour Audi Quattro ainsi qu'en 2017 pour une publicité pour la série Shades of Blue sur France 2.

## Classement
| Classement (2011-2012)            | Meilleure position |
| --------------------------------- | ------------------ |
| Canadian Hot 100                  | 92                 |
| France (SNEP)                     | 181                |
| Corée du Sud (Gaon Chart)         | 72                 |
| Royaume-Uni (UK R&B Chart)        | 36                 |
| UK Singles Chart                  | 69                 |
| Billboard Hot 100                 | 72                 |
| Hot R&B/Hip-Hop Songs (Billboard) | 31                 |
| Rap Songs (Billboard)             | 20                 |